# پل گلارگار
پل گلارگار (دانمارکی: Poul Glargaard؛ ‏ ۱۱ آوریل ۱۹۴۲ – ۱۷ اکتبر ۲۰۱۱) بازیگر اهل دانمارک بود.
از فیلم‌هایی که وی در آن‌ها نقش داشته‌است، می‌توان به بازیچه دوست‌داشتنی، مأمور ۶۹ ینسن در برج قوس و فاحشه‌خانه اشاره نمود.